# Theridion orgea
Theridion orgea là một loài nhện trong họ Theridiidae.
Loài này thuộc chi Theridion. Theridion orgea được Herbert Walter Levi miêu tả năm 1967.